# Ліницький Дмитро Володимирович
Дмитро Володимирович Ліницький (нар. 21 лютого (6 березня) 1892, Сватова Лучка, Куп'янський повіт, Харківська губернія, Російська імперія — пом. ?) — підполковник Армії Української Народної Республики.

## Життєпис
Дмитро Ліницький народився в слободі Сватова Лучка, Куп'янського повіту, Харківської губернії, Російської імперії (нині місто Сватове, Сватівський район, Луганська область, Україна).
З 6 листопада 1920 року — начальник штабу 7-ї бригади 3-ї Залізної стрілецької дивізії Армії УНР.
Після поразки УНР у війни з Радянською Росією емігрував до Чехословаччини, де у 1928 році закінчив економічно-кооперативний відділ Української господарської академії у Подєбрадах.
Подальша доля невідома.

## Вшанування пам'яті

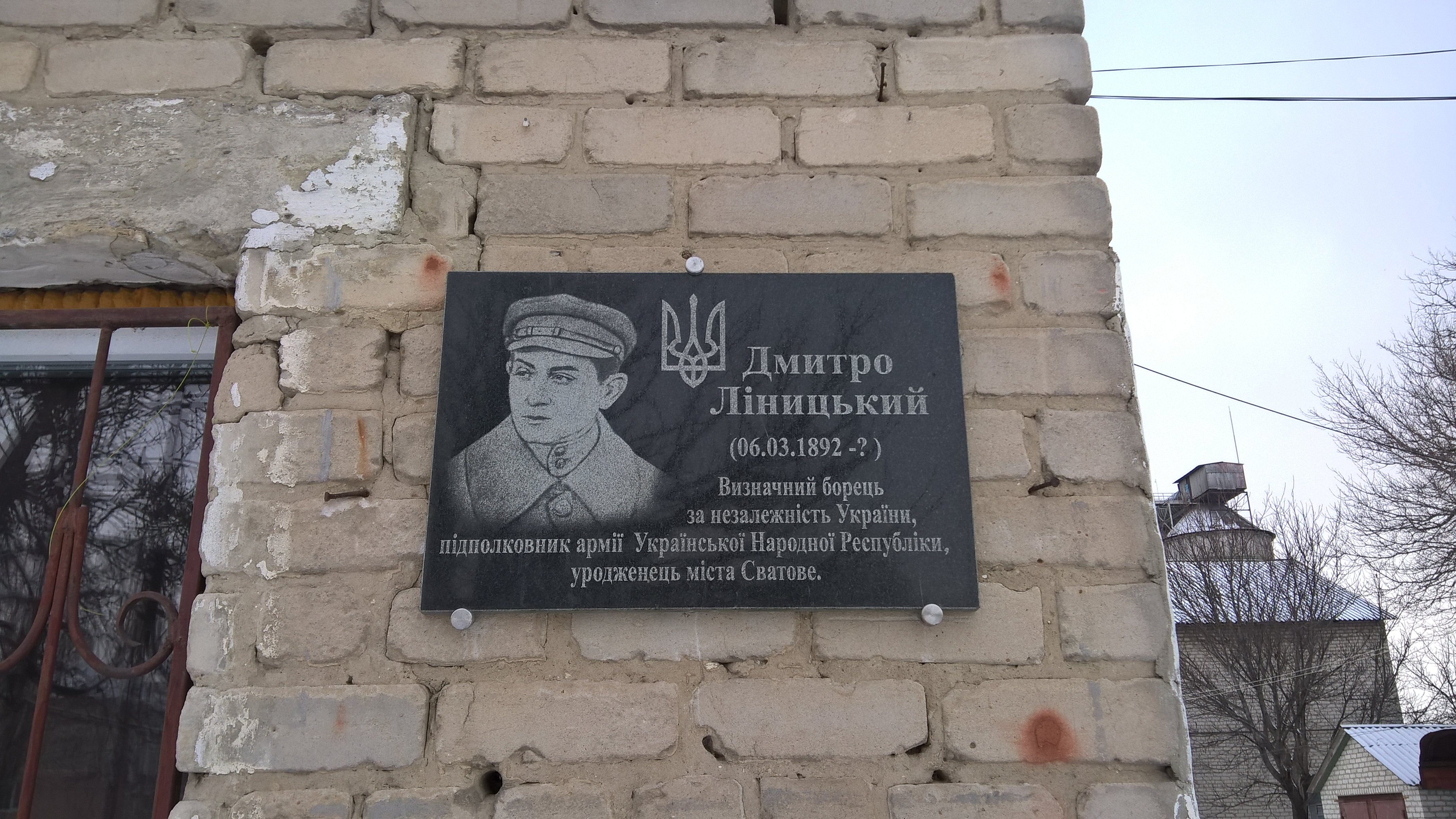
Пам'ятна дошка

21 лютого 2018 року у його день народження у його рідному місті Сватове відкрили меморіальну дошку на честь підполковника армії Української Народної Республіки Дмитра Ліницького.